# Mosquera
Mosquera là một khu tự quản thuộc tỉnh Cundinamarca, Colombia. Thủ phủ của khu tự quản Mosquera đóng tại Mosquera Khu tự quản Mosquera có diện tích ki lô mét vuông. Đến thời điểm ngày 28 tháng 5 năm 2005, khu tự quản Mosquera có dân số 20440 người.